# Liusus
Liusus is een geslacht van kevers uit de familie van de kortschildkevers (Staphylinidae).

## Soorten
- Liusus hilleri (Weise, 1877)
- Liusus humeralis (Matsumura, 1911)